# Seabrook (Nuevo Hampshire)
Seabrook es un pueblo ubicado en el condado de Rockingham en el estado estadounidense de Nuevo Hampshire. En el Censo de 2010 tenía una población de 8.693 habitantes y una densidad poblacional de 347,42 personas por km².

## Geografía
Seabrook se encuentra ubicado en las coordenadas 42°52′59″N 70°51′39″O / 42.88306, -70.86083. Según la Oficina del Censo de los Estados Unidos, Seabrook tiene una superficie total de 25.02 km², de la cual 23.04 km² corresponden a tierra firme y (7.92%) 1.98 km² es agua.

## Demografía
Según el censo de 2010, había 8.693 personas residiendo en Seabrook. La densidad de población era de 347,42 hab./km². De los 8.693 habitantes, Seabrook estaba compuesto por el 96.32% blancos, el 0.53% eran afroamericanos, el 0.12% eran amerindios, el 1.06% eran asiáticos, el 0% eran isleños del Pacífico, el 0.61% eran de otras razas y el 1.37% pertenecían a dos o más razas. Del total de la población el 1.45% eran hispanos o latinos de cualquier raza.